# Chronologie de la mission Cassini-Huygens
Cet article concerne la liste chronologique des événements de la mission Cassini-Huygens en général. Pour la mission Cassini-Huygens en général (article principal), voir Cassini-Huygens. Pour l'orbiteur en particulier, voir Cassini (sonde spatiale).

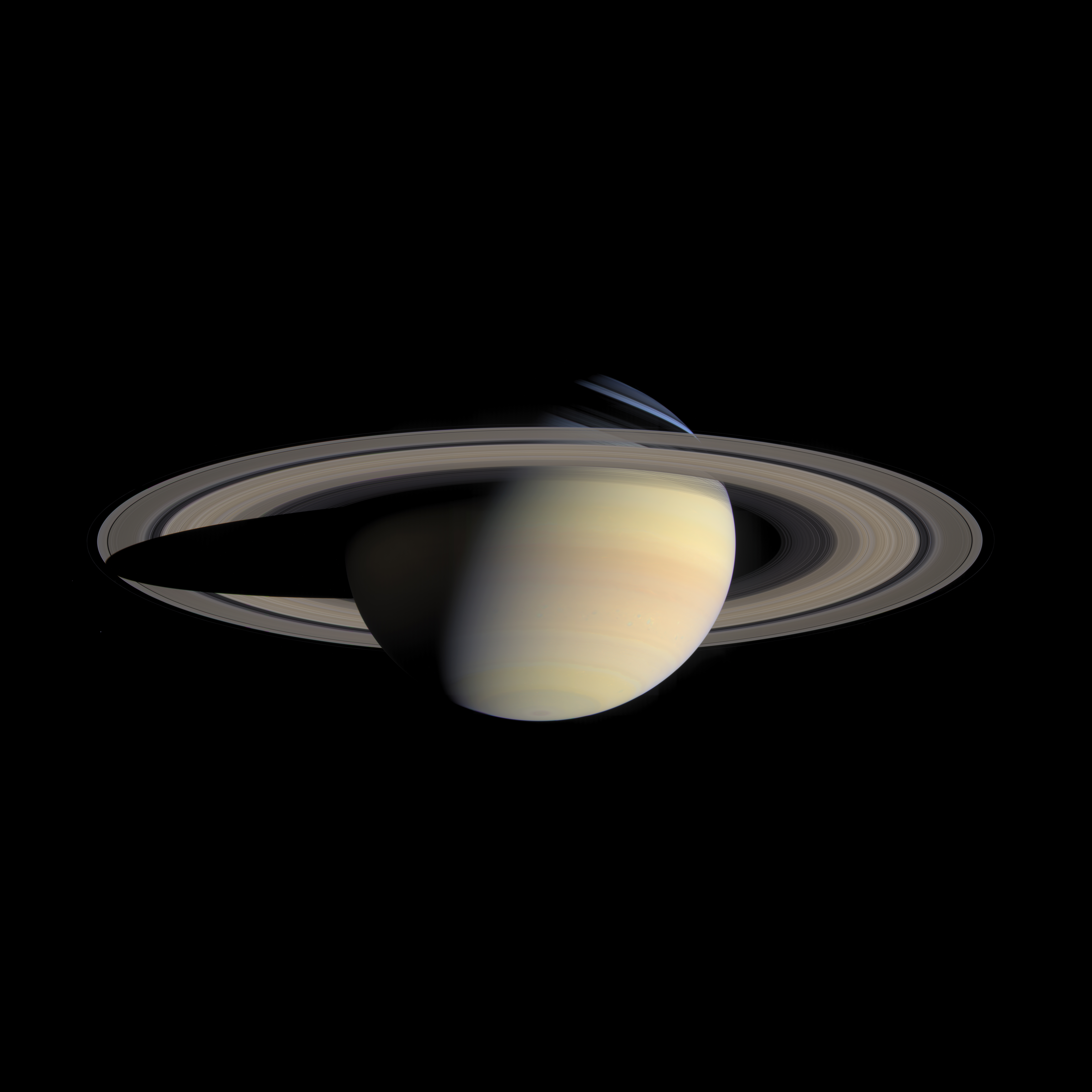
Photographie de Saturne par Cassini, février 2004.

Cet article est une chronologie des événements qui se sont produits pendant la mission Cassini-Huygens vers Saturne et Titan.

## Chronologie de la mission Cassini

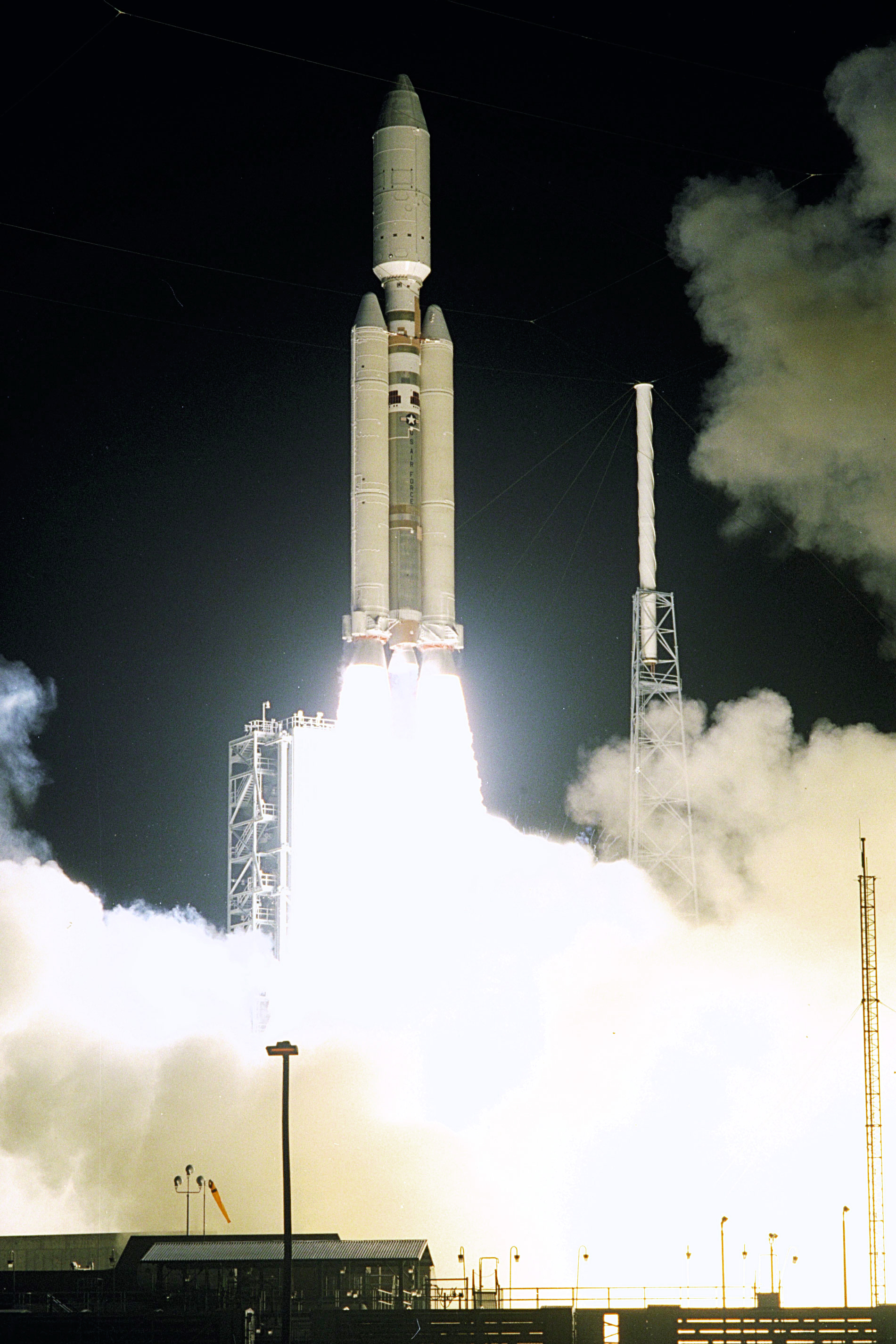
Lancement de la sonde Cassini-Huygens le 15 octobre 1997 à Cap Canaveral par la fusée Titan-IVB/Centaur.

### 1997
- 15 octobre : lancement de la sonde spatiale Cassini par une fusée Titan IVB/Centaur depuis la base de lancement de Cap Canaveral. L'injection se fait avec une précision (au niveau de l'énergie) de 1/5000e et une déviation angulaire par rapport à la trajectoire visée inférieure à 0,004° réduisant fortement la correction de trajectoire effectuée quelques jours plus tard[1].
- 10 novembre : première correction de trajectoire destinée à affiner la route suivie par la sonde spatiale après son lancement. La propulsion principale fonctionne durant 34,6 secondes pour effectuer un changement de vitesse de 2,7 m/s[2].

### 1998
2 mars : deuxième correction de trajectoire pour affiner la distance de survol de la planète Vénus qui doit avoir lieu en avril.
25 avril : premier survol de Vénus à une altitude de 284 km. L'assistance gravitationnelle de la planète permet d'accélérer la sonde spatiale de 7 km/s.
3 décembre : correction de trajectoire majeure pour permettre le deuxième survol de la planète Vénus planifié en juin de l'année suivante. La propulsion principale fonctionne durant 90 minutes pour réduire la vitesse de 450 m/s.

### 1999
- 24 juin : deuxième survol de Vénus à une altitude de 370 km et assistance gravitationnelle[6].
- 18 août : survol de la Terre à une altitude de 1 100 km. L'assistance gravitationnelle de la planète accélère la sonde spatiale de 5,5 km/s, Cassini effectua un survol de la Lune à 377 000 kilomètres de distance et prit une série d'images à des fins de calibration[7].
- décembre : Cassini traverse la ceinture d'astéroïdes. Le détecteur de poussière cosmique CDA est activé pour obtenir des données sur cette région du système solaire[8].

### 2000

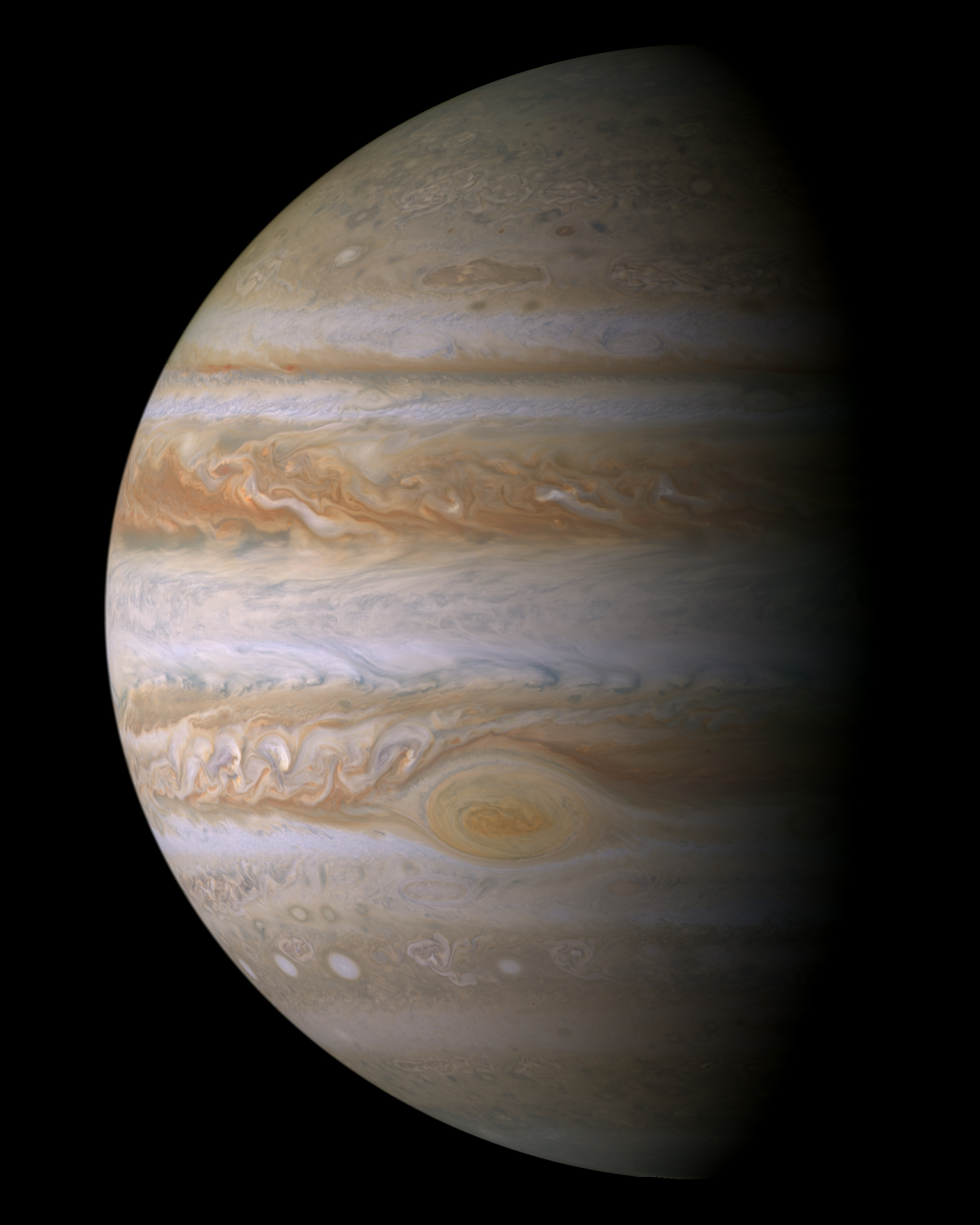
Image prise lors du survol de Jupiter

- 23 janvier : la sonde spatiale passe à 1,5 million de kilomètres de l'astéroïde (2685) Masursky. Les photos prises par Cassini permettent d'estimer son diamètre entre 15  et   20 kilomètres[9].
- 5 octobre : première photo de  Jupiter[10].
- 17 décembre : le comportement anormal d'une roue de réaction entraîne automatiquement la bascule dans un nouveau mode de contrôle d'attitude qui utilise la propulsion. Pour économiser les ergols, la NASA décide de limiter provisoirement les observations scientifiques qui nécessitent la modification de l'orientation de la sonde spatiale notamment les prises d'images[11].
- 30 décembre : survol de Jupiter et assistance gravitationnelle. Cassini réalisa diverses mesures et produisit les photographies en couleur de l'intégralité de Jupiter les plus détaillées à ce jour ; les détails les plus petits ont approximativement 60 kilomètres de côté.

### 2001
30 mai : pendant la phase de transfert entre Jupiter et Saturne, une « brume » est détectée sur les photographies prises par la caméra à angle étroit de Cassini. Elle fut perçue pour la première fois sur une photographie de l'étoile Maïa des Pléiades prise après une période de réchauffement de routine.
29 juin : l'ESA et la NASA figent une nouvelle trajectoire de la sonde Cassini pour compenser le problème de télécommunications entre Huygens et Cassini lié au décalage Doppler. La nouvelle trajectoire devrait consommer entre un quart et un tiers des réserves d'ergols dont dispose Cassini pour l'extension de mission.

### 2002
23 juillet : à la fin janvier, un test fut réalisé pour faire disparaître la brume de l'objectif de la caméra à angle étroit en le réchauffant. En portant la caméra à 4 °C pendant 8 jours, les résultats escomptés furent obtenus. Plus tard, le réchauffement fut étendu à 60 jours et une photographie de α Virginis (Spica) montra une amélioration de plus de 90 % par rapport à auparavant. Le 9 juillet, une photographie montra que la brume avait disparu, ce qui fut annoncé le 23 juillet .

### 2003
10 octobre : annonce des résultats d'un test de la relativité générale, l'effet Shapiro, à l'aide des signaux radio de la sonde Cassini. Les chercheurs observèrent un décalage de la fréquence des ondes radio en direction et en provenance de la sonde alors que ces signaux se propageaient près du Soleil. Des tests précédents étaient en accord avec la théorie à 0,1 % près. L'expérience menée grâce à Cassini améliora la précision à 0,01 %.

### 2004
- 27 février : publication d'une image en haute-résolution de Saturne prise par la sonde le 9 février. L'absence de spokes dans les anneaux, des structures sombres dans l'anneau B découvertes par les sondes Voyager en 1981, fut notée et déconcerta les scientifiques de la mission[13] Une autre image, prise dans l'infrarouge le 16 février, montra des différences dans les altitudes des nuages et les mêmes perturbations visibles pendant les années 1990 par le télescope spatial Hubble .
- 12 mars : des images prises le 23 février indiquent la présence de perturbations dans l'anneau F, déjà découvertes par Voyager. Leur durée de vie n'était pas connue et Cassini devait pouvoir répondre à cette question .
- distance entre Cassini et Saturne avant l'insertion en orbite :

| Date                    | Distance à Saturne (km) |
| ----------------------- | ----------------------- |
| 22 mars 2004, 07:42:14  | 50 000 000              |
| 12 avril 2004, 19:35:12 | 40 000 000              |
| 4 mai 2004, 02:59:09    | 30 000 000              |
| 25 mai 2004, 02:40:06   | 20 000 000              |
| 14 juin 2004, 11:15:22  | 10 000 000              |

- 26 mars : publication d'une première séquence d'images montrant le déplacement de nuages à haute vitesse autour de la planète prises entre les 15 et 19 février. Grâce à un filtre mettant en évidence la brume d'eau au haut de la couverture nuageuse, les mouvements des régions équatoriales et méridionales sont distinctement visibles .
- 7 avril : publication des premières observations sur le long terme de la dynamique des nuages de l'atmosphère de Saturne. Elles montrent entre autres la fusion de deux tempêtes dans les latitudes Sud entre les 19 et 20 mars. Chacune des tempêtes possédait un diamètre d'environ 1 000 km avant la fusion[14].
- 15 avril : la NASA annonce que deux satellites découverts par Voyager 1 ont été détectés à nouveau par Cassini sur des images prises le 10 mars : Prométhée et Pandore, deux satellites bergers ayant un impact gravitationnel sur l'anneau F. Les prédictions sur leur orbite n'ayant jamais été conformes à la réalité, l'une des missions de Cassini est de suivre leurs mouvements.
- 18 mai : entrée de Cassini dans le système de Saturne ; l'attraction gravitationnelle de Saturne dépasse celle du Soleil.
- 20 mai : publication de la première image de Titan possédant une meilleure résolution que celle prise depuis un point d'observation quelconque de la Terre. Elle fut prise le 5 mai à la distance de 29,3 millions de kilomètres.
- 27 mai : correction de trajectoire effectuée à 22:26:00 UTC avant de réduire la vitesse de Cassini à 34,7 m/s et permettre un survol de Phœbé (TCM-20, Trajectory Correction Maneuver #20). Il s'agissait d'une utilisation pendant 5 minutes et 56 secondes du moteur principal, lequel n'avait pas été utilisé depuis décembre 1998, et donc d'une répétition pour les 96 minutes de la manœuvre d'insertion en orbite de Saturne (Saturn Orbit Insertion, SOI).
- 31 mai : les images fournies par les caméras de Cassini permettent de découvrir deux petites lunes de Saturne, Méthone (3 km de diamètre) et Pallene (5 km) portant le total des satellites de Saturne à 60[15].

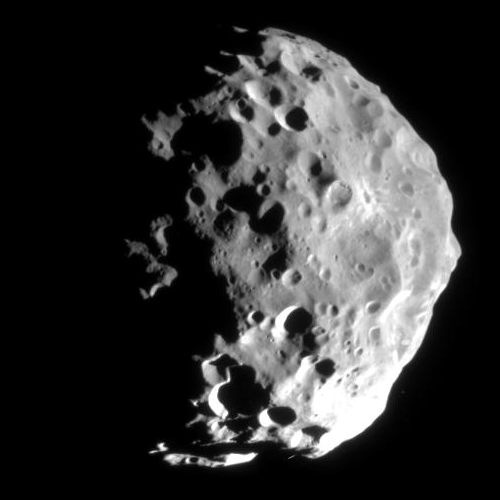
Image de Phœbé prise par Cassini lors de son survol le 10 juin 2004.

- 10 juin : survol de Phœbé à 19:33 UTC et à une distance de 2 068 km. Les onze instruments de Cassini sont activés. Des images à très haute résolution qui montrent une surface recouverte de nombreux cratères de petite et de grande taille. Des variations très importantes de luminosité sont observées sur cette lune, une des plus sombres du système solaire. Les données collectées permettent d'effectuer une cartographie complète de la lune et d'en déterminer sa composition, sa masse et sa densité[16].
- 16 juin : correction de trajectoire TCM-21, utilisation du moteur principal pendant 38 secondes, dernière correction de trajectoire avant l'insertion en orbite saturnienne. La dernière correction, TCM-22, qui devait se tenir le 21 juin fut finalement annulée.
- 1er juillet : succès de l'insertion en orbite saturnienne. Elle débuta à 01:12 UTC et se termina à 02:48 UTC. Juste après, des images des anneaux d'une précision jamais atteinte furent prises et transmises à la Terre.
- 2 juillet : premier survol de Titan et premières images détaillées, au-dessus du pôle Sud et à une plus grande distance que lors des survols ultérieurs. Cependant, lors d'une conférence de presse donnée le 3 juillet, des images furent présentées qui conduisaient à revoir certaines théories existantes, comme le fait que les régions glacées semblent plus sombres que les régions où d'autres composés lui sont mêlés[pas clair].
- 16 août : annonce de la découverte de deux nouveaux satellites de Saturne, l'un des objectifs de Cassini étant d'ailleurs de découvrir de petits satellites jusque-là inconnus. S/2004 S 1 (nommé plus tard Méthone) et S/2004 S 2 (Pallène) orbitent entre Mimas et Encelade.
- 23 août : dernière utilisation majeure du moteur principal afin d'ajuster l'approche minimale suivante de Saturne et éviter les particules des anneaux. Après 51 minutes, la distance minimale fut déplacée 300 000 kilomètres plus loin que lors de l'insertion. Dans le même temps, cette correction amena Cassini très proche de Titan lors de son survol suivant.
- 14 septembre : dernières vérifications du module Huygens complétées avec succès.

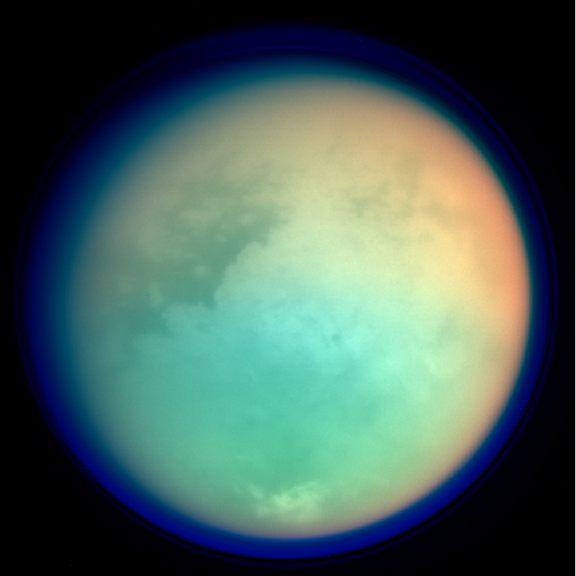
Titan en fausses couleurs.

- 26 octobre : deuxième survol de Titan mais le premier effectué à faible distance (1 200 kilomètres). Les données arrivèrent sur Terre à 01:30 UTC le 27 octobre, des images à très haute résolution dans le visible et l'infrarouge de l'atmosphère et de la surface. La sonde s'approcha avec succès à 1 176 kilomètres d'altitude et rasa l'atmosphère de Titan, le plus proche survol jamais effectué du satellite. Les photographies révélèrent une surface complexe et peu compréhensible. Le seul problème fut rencontré avec le CIRS qui retourna des données corrompues. Le CIRS fut mis hors tension pendant 24 heures, relancé et finalement à nouveau opérationnel.
- 23 novembre : dernières vérifications en vol de la sonde Huygens avant séparation.
- 13 décembre : deuxième survol de Titan.
- 25 décembre : séparation de Huygens de Cassini à 02:00 UTC.
- 27 décembre : publication par la NASA d'une image de Huygens prise par Cassini deux jours après sa séparation. L'analyse de l'image montra que la sonde était sur une trajectoire correcte, dans la marge d'erreur attendue. Ces vérifications étaient nécessaires afin de placer Cassini selon une orientation correcte pour recevoir les données de Huygens lors de son entrée dans l'atmosphère.

28 décembre : correction d'orbite effectuée à 03:00 UTC afin d'éviter une trajectoire d'impact avec Titan et de placer Cassini à l'altitude requise pour recevoir les données de Huygens.
30 décembre : survol de Japet à 18:45:37 UTC et 122 645 km d'altitude. Découverte d'un bourrelet équatorial large de 20 kilomètres et haut de 13 kilomètres.

### 2005
- 14 janvier : entrée de Huygens dans l'atmosphère de Titan à 09:06 UTC et contact avec sa surface environ deux heures plus tard. À 16:19 UTC, Cassini commença à transmettre vers la Terre les données scientifiques réunies par Huygens. La première image fut publiée à 19:45 UTC, montrant une vue d'environ 16 km de la surface. Une deuxième image prise depuis la surface fut publiée un peu plus tard.

| Heure (UTC) | Description |
| ----------- | --- |
| 06:50       | Mise en route du canal radio de Cassini |
| 07:02       | Orientation de l'antenne radio de Cassini vers Titan |
| 07:14       | Fin de la rotation de Cassini vers Titan |
| 08:29       | Saturne occulté par Titan depuis Huygens |
| 08:38       | Anneaux de Saturne occultés par Titan depuis Huygens |
| 08:44       | Allumage des transmetteurs de Huygens en puissance basse |
| 09:06       | Entrée dans l'atmosphère |
| 09:09       | Décélération maximale |
| 09:10       | Déploiement du parachute secondaire |
| 09:10       | Largage de la protection |
| 09:10       | Déploiement du parachute principal |
| 09:11       | Début des transmissions vers Cassini |
| 09:11       | Largage du bouclier de protection ; allumage des transmetteurs de Huygens en puissance haute ; configuration des instruments pour la descente et début des mesures.                                      |
| 09:25       | Largage du parachute principal ; déploiement du parachute de stabilisation |
| 09:42       | Activation des détecteurs de surface |
| 09:49       | Possible givrage sur la sonde |
| 09:50       | Mise en route du chromatographe à spectromètre de masse pour sonder les gaz de l'atmosphère |
| 11:12       | Cassini réalise son approche principale de Titan à l'altitude de 59 996 km et la vitesse de 5 401 m/s, selon un angle de phase de 93° (azimut de 278° et élévation de 33° depuis le site d'atterrissage) |
| 11:23       | Allumage du projecteur |
| 11:24       | Impact avec la surface |
| 13:11       | Cassini passe à l'Ouest (azimut de 272°) depuis le site |
| 13:37       | Fin de la collecte des données par Cassini |

- 15 février : survol de Titan, scanné par l'instrument radar. Découverte d'un grand cratère d'impact, d'un diamètre estimé à 440 kilomètres .
- 17 février : premier survol d'Encelade à une distance de 1 180 kilomètres. Le magnétomètre de Cassini détecte à la surprise des scientifiques que les lignes du champ magnétique de Saturne sont déviées à la proximité de la lune et qu'elles oscillent. L'origine de cette anomalie du champ magnétique de Saturne serait la présence de molécules ionisées. La fréquence des oscillations serait caractéristique de molécules d'eau. Le détecteur de poussière cosmique détecte des milliers d'impact de poussière ou de glace qui pourrait avoir pour origine la lune ou l'anneau E immédiatement adjacent. L'équipe scientifique planifie un nouveau survol pour étudier le phénomène[18].
- 9 mars : deuxième survol d'Encelade à la distance minimale de 500 kilomètres. Les mesures effectuées confirment les résultats du premier passage.
- 31 mars : 4e survol de Titan à la distance de 2 400 kilomètres .
- 16 avril : 5e survol de Titan à la distance de 1 025 kilomètres à 19:12 UTC. Un des survols les plus proches, il a permis d'obtenir des données plus détaillées des composants de la haute atmosphère du satellite. Une première analyse a montré la présence d'une large gamme de molécules carbonées complexes.
- 3 mai : début d'expérience d'occultation radio des anneaux de Saturne, afin de déterminer la distribution en taille des particules, à l'échelle du centimètre.
- 10 mai : découverte d'un nouveau satellite dans la division de Keeler de l'anneau A. Désigné initialement par S/2005 S 1, il sera nommé plus tard Daphnis. Découvert sur une série d'images prises le 1e mai, son existence avait été prédite après la découverte de perturbations sur le bord extérieur de la division de Keeler.
- 13 juillet : survol d'Encelade à la distance minimale de 175 kilomètres. Les caméras de Cassini fournissent des images très détaillées de la région du pôle sud de la lune et dévoilent un terrain extrêmement jeune (pratiquement sans cratère d'impact) à la structure complexe. La zone est couverte de blocs de la taille d'une maison et manifestement travaillée par des forces tectoniques. Un nuage de vapeur d'eau recouvre la région. Celle-ci provient semble-t-il de fractures dans la croûte dont la température est relativement élevée. Les mesures confirment que ces émanations sont à l'origine de l'anneau E[19].
- 22 août : survol de Titan à la distance de 3 669 kilomètres .
- 7 septembre : survol de Titan à la distance de 1 075 kilomètres. Données partiellement perdues à la suite d'un problème logiciel.
- 24 septembre : survol de Téthys à la distance de 1 500 kilomètres.
- 26 septembre : survol d'Hypérion à la distance de 1 010 kilomètres, le seul survol de cette lune pendant la mission.
- 11 octobre : survol de Dioné à la distance de 500 kilomètres.
- 28 octobre : survol de Titan à la distance de 1 400 kilomètres.
- 26 novembre : survol de Rhéa à la distance de 500 kilomètres.
- 26 décembre : survol de Titan à la distance de 10 410 kilomètres[20].

### 2006

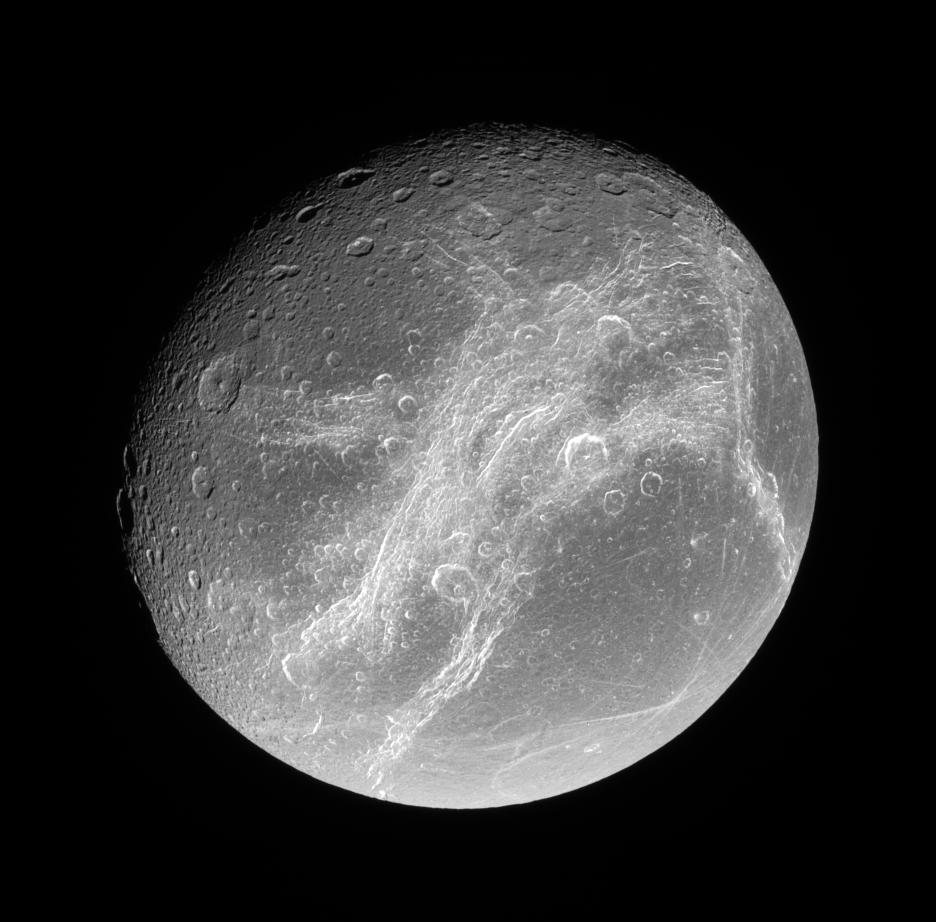
Escarpements complexes de Dione (juillet 2006).

- 8 mars : à la suite de l'examen approfondi des images à haute résolution d'Encelade prises lors des survols ainsi que de données recueillies par d'autres instruments, l'équipe scientifique de Cassini affirme que des réservoirs souterrains d'eau liquide très proches de la surface (quelques dizaines de mètres) alimentent des geysers à la surface qui sont à l'origine des nuages de particules de glace détectés à proximité de la lune. Ils écartent la thèse selon laquelle ces particules seraient générées à la surface de la lune. La présence de poches d'eau souterraines est une énorme surprise pour la communauté scientifique car la lune est de très petite taille et aussi éloignée de Saturne[21].
- 21 juillet : lors d'un survol de Titan, les données recueillies par le radar de Cassini permettent de découvrir plusieurs douzaines de lacs dont la largeur est comprise entre 1 et 30 kilomètres[22].
- 14 septembre : l'occultation du Soleil par la planète Saturne permet de découvrir de nouveaux anneaux ténus de Saturne[23].

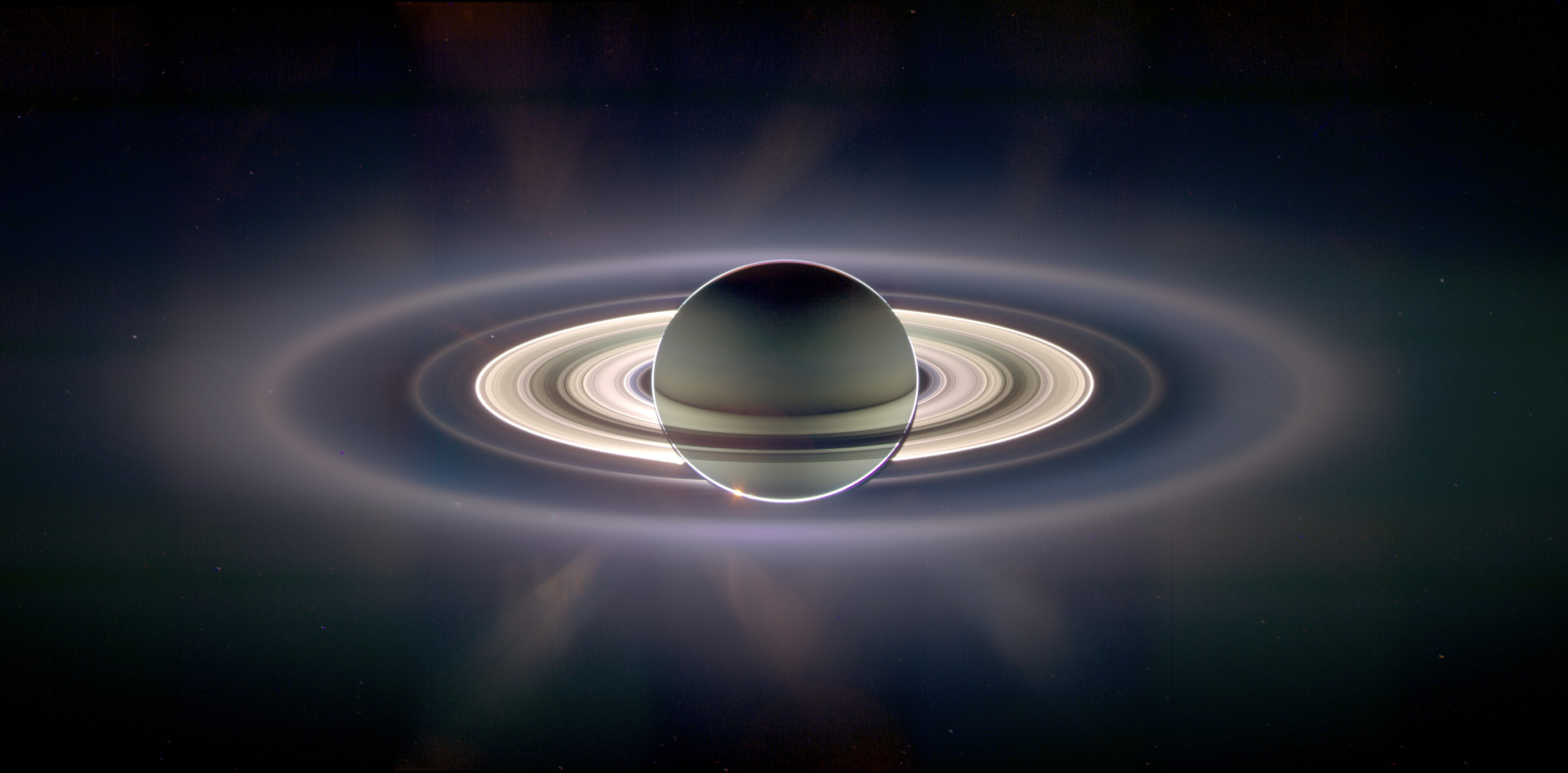
Les anneaux principaux de Saturne interceptent la lumière du Soleil (septembre 2006).
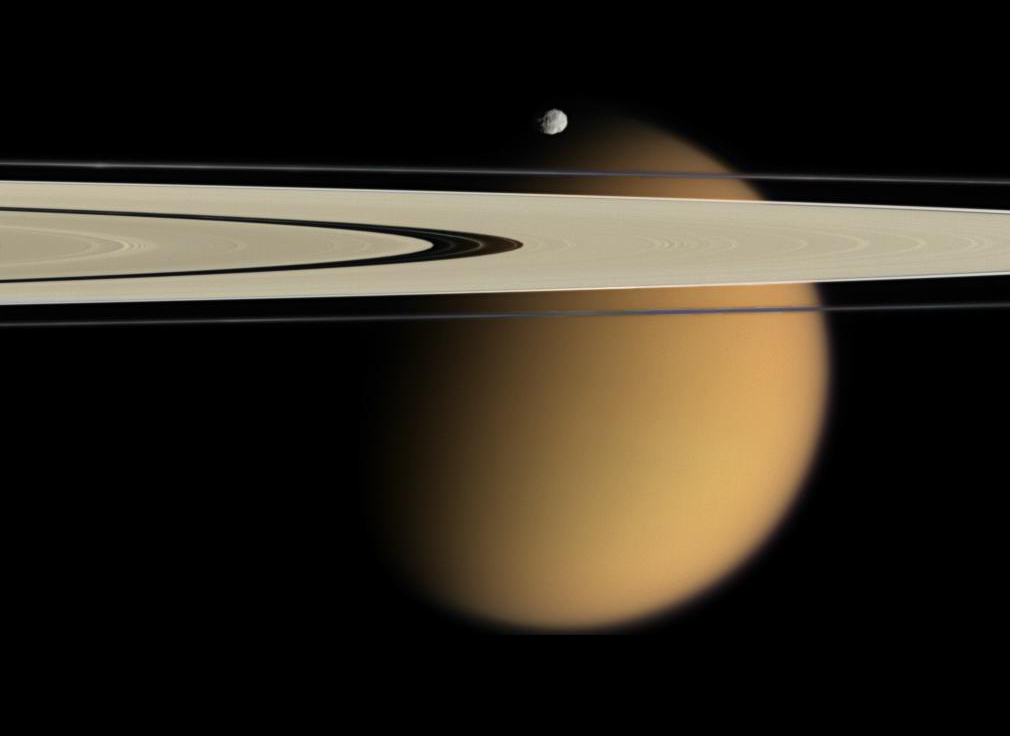
Épiméthée, les anneaux et Titan (avril 2006).

### 2007
- 6 septembre : un survol à faible distance (1 227 km) de Japet permet d'obtenir des images à haute résolution de cette lune[24].
- 9 octobre : l'analyse détaillée des images prises lors des survols d'Encelade démontre de manière définitive que les jets de particules de glace émis à la surface de la lune émanent des quatre fractures principales en forme de  "rayures de tigre" observées dans la région du pôle sud[25].

### 2008
- 12 mars : Cassini effectue un survol à faible altitude (1 000 kilomètres) d'Encelade en traversant les nuages de particules de glace et de poussière éjectés par la lune afin d'analyser leur composition et leurs caractéristiques physiques. Des photos détaillées de la région du pôle nord prises lors de ce survol montrent une surface très différente de celle du pôle sud. Elle est plus ancienne et fortement cratérisée. Ces reliefs sont travaillés manifestement par l'activité tectonique qui se manifeste par des craquelures les traversant[26].
- 31 mai : fin de la mission primaire.
- 13 août : dans le cadre d'un survol d'Encelade de grande précision, Cassini parvient à effectuer des photos d'une grande précision identifiant les zones où sont situés les geysers dans la région du pôle sud. Les images des fractures en "rayures de tigre" dans lesquelles sont situés les geysers montrent que celles-ci ont une profondeur atteignant 300 mètres et sont en forme de V. De part et d'autre de fractures on trouve des dépôts étendus de matériaux. Le sol autour des fractures est recouvert de blocs de glace de plusieurs dizaines de mètres de côté[27].
- 8 octobre : la sonde spatiale effectue un survol d'Encelade en passant à seulement 25 kilomètres au-dessus de la surface, établissant un nouveau record. Sa trajectoire a été calculée de manière que la sonde spatiale traverse le nuage de gaz et de particules éjecté par les geysers pour que les instruments embarqués puissent les étudier[28].
- 14 décembre :  l'étude des images fournies par les survols d'Encelade d'août et d'octobre démontrent que la région du pôle sud connait actuellement une activité géologique. L'activité tectonique se traduit par l'accumulation et l'extension de la croûte glaciaire. Par rapport à la Terre, ce déplacement de la croûte présente des caractéristiques exotiques car il s'effectue dans une seule direction. De nouvelles données concernent les geysers démontrant que ceux-ci se déplacent dans le temps et qu'ils ont un effet significatif sur la magnétosphère de Saturne[29].

### 2009
- 2 mars : découverte de la minuscule lune Égéon (300 mètres de diamètre) au milieu de l'anneau G. Ce dernier semble avoir été créé par le matériel de la lune éjecté par les impacts de micrométéorites[30].
- 23 juillet : découverte à l'aide des instruments de Cassini de sels de sodium dans l'anneau E qui est alimenté par les geysers d'Encelade. Cette découverte semble confirmer l'existence de poches d'eau liquide sous la surface d'Encelade, seule configuration dans laquelle ces sels peuvent être extraits du noyau solide de la lune. Toutefois les observations effectuées par la Terre démontrent que la proportion de sel est très faible, bien plus que celle extraite par les océans terrestres[31].
- 10 août : c'est l'équinoxe sur Saturne. Le rayonnement du Soleil frappe les anneaux perpendiculairement à leur tranche ce qui les fait disparaître visuellement. L'équipe scientifique de Cassini en profite pour détecter les sur-épaisseurs des anneaux qui sont mises en évidence par l'éclairage rasant[32].
- 13 septembre : découverte d'une nouvelle ceinture de radiations de Saturne à l'aide des instruments de Cassini cartographiant la magnétosphère. Cette ceinture se situe au niveau de l'orbite de Dioné à 377 000 kilomètres du centre de la géante gazeuse[33].

### 2010
- 2 février : la NASA décide de prolonger la mission jusqu'en 2017 ce qui permettra de porter l'étude des changements saisonniers sur pratiquement la moitié d'une année saturnienne (29 années terrestres)[34].
- 12 février : une carte détaillée des températures à la surface de Mimas révèle des configurations inattendues dont des régions plus chaudes dessinant la forme d'un Pac-Man et des bandes de régions illuminées et sombres sur les murailles du cratère principal[35].
- 20 juillet : Cassini effectue un survol particulièrement proche de la surface de Titan lui permettant de traverser l'ionosphère de la lune. Cette couche ionisée protégeant les instruments de l'influence de la magnétosphère de Saturne, ce passage permet d'effectuer des mesures du champ magnétique de la lune[36].
- 26 septembre : début de l'extension de mission Solstice[37].
- 28 novembre : Cassini détecte une atmosphère très ténue autour de Rhéa composée d'oxygène et de dioxyde de carbone. C'est la première fois qu'un engin spatial découvre de l'oxygène moléculaire dans l'espace autour d'une planète autre que la Terre[38].
- 2 novembre : la sonde spatiale passe automatiquement en mode survie après détection d'une inversion de bit par l'ordinateur embarqué (un bit de valeur 0 devient 1, ou le contraire, au sein des données informatiques), un mode dans lequel l’engin coupe tout équipement de bord non indispensable. L'incident est le sixième depuis le début de la mission et est sans doute dû à l'impact d'une particule du rayonnement cosmique. Mais ses répercussions sont plus importantes car il se produit peu avant le survol de Titan et les contrôleurs au sol préfèrent par sécurité abandonner le recueil de données scientifiques prévu durant celui-ci[39].
- 4 décembre : la caméra de Cassini suit à partir de cette date la croissance d'une tempête de printemps géante dans l'hémisphère nord qui s'étend du nord au sud sur 15 000 km[40].

### 2011

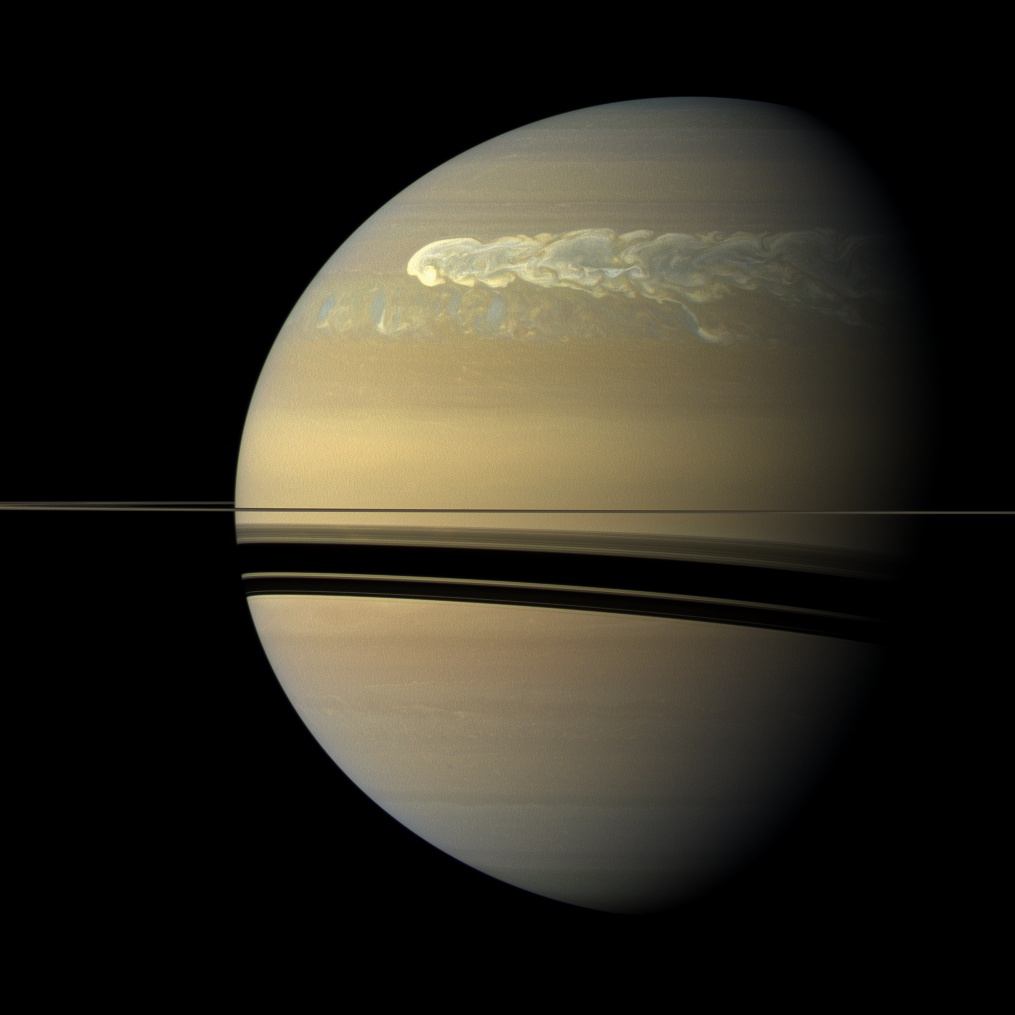
Tempête géante dans l'hémisphère nord photographiée en juillet 2011 (débutée en décembre 2010).

- l'instrument CAPS qui mesure in situ les caractéristiques des ions et électrons incidents est victime de courts-circuits et est désactivé[41].
- 21 juin : lors d'un survol d'Encelade, les instruments de Cassini découvrent de nouveaux indices prouvant qu'il existe des réservoirs d'eau salée liquide sous la couche de glace de surface. Les données sont issues directement de l'analyse de particules de glace d'eau salée obtenues en traversant les geysers à la surface de la lune[42].
- 15 septembre : la caméra de Cassini parvient à photographier ensemble les anneaux de Saturne ainsi que 5 lunes : Janus, Pandora, Encelade, Mimas et Rhea[42].

### 2012
- l'instrument CAPS est remis en marche au début de l'année. Il fonctionne durant 78 jours mais est de nouveau victime d'un court-circuit. Après une nouvelle tentative de remise en route infructueuse, il est définitivement désactivé[41].
- 1er mars : les instruments de Cassini détectent pour la première fois des ions moléculaires d'oxygène près de Dioné, confirmant la présence d'une atmosphère ténue autour de cette lune. La densité est très faible (90 000 molécules par m³) indiquant que Dioné a une atmosphère neutre très fine[43].
- 22 avril : les scientifiques découvrent des objets d'environ 1 kilomètre de diamètre se frayant leur trajectoire à travers l'anneau F en laissant derrière eux un sillage brillant. Ces sillages qui sont baptisés mini-jets fournissent un indice supplémentaire dans l'historique des observations de Cassini concernant le curieux comportement de l'anneau F[44].
- 8 juillet : Cassini change son inclinaison orbitale c'est-à-dire l'angle que fait sa trajectoire lorsqu'elle traverse le plan équatorial de Saturne. Sur cette nouvelle orbite, les instruments de la sonde spatiale disposent d'une meilleure perspective pour observer les anneaux de Saturne ainsi que les pôles et l'atmosphère de Saturne et des lunes[45].
- 21 décembre 2012 : Cassini observe un transit de Vénus devant le Soleil[46]. L'instrument VIMS analyse la lumière du Soleil passée à travers l'atmosphère de Vénus[46]. VIMS avait auparavant observé le transit de l'exoplanète HD 189733 b[46].

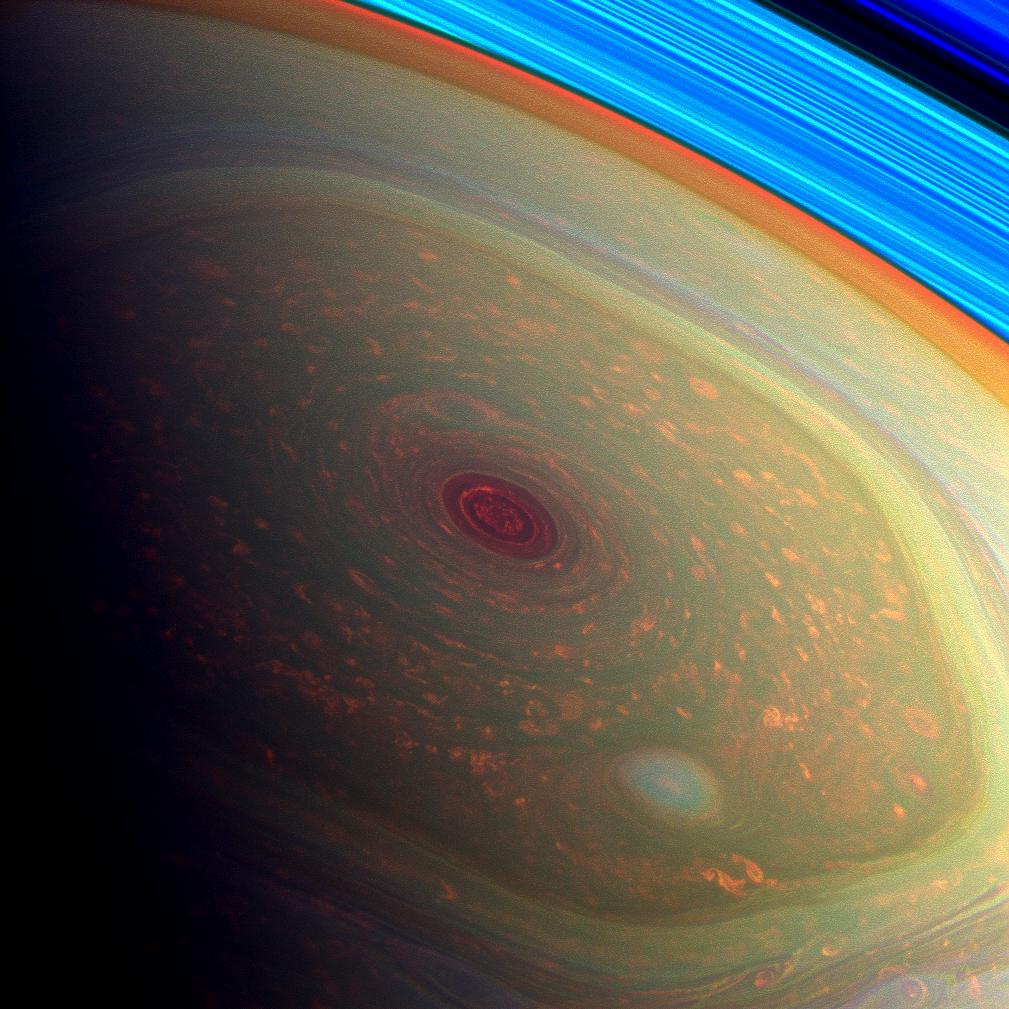
Hexagone de Saturne en fausses couleurs (novembre 2012)
Film de l'Hexagone de Saturne réalisé par photomontage (décembre 2012).
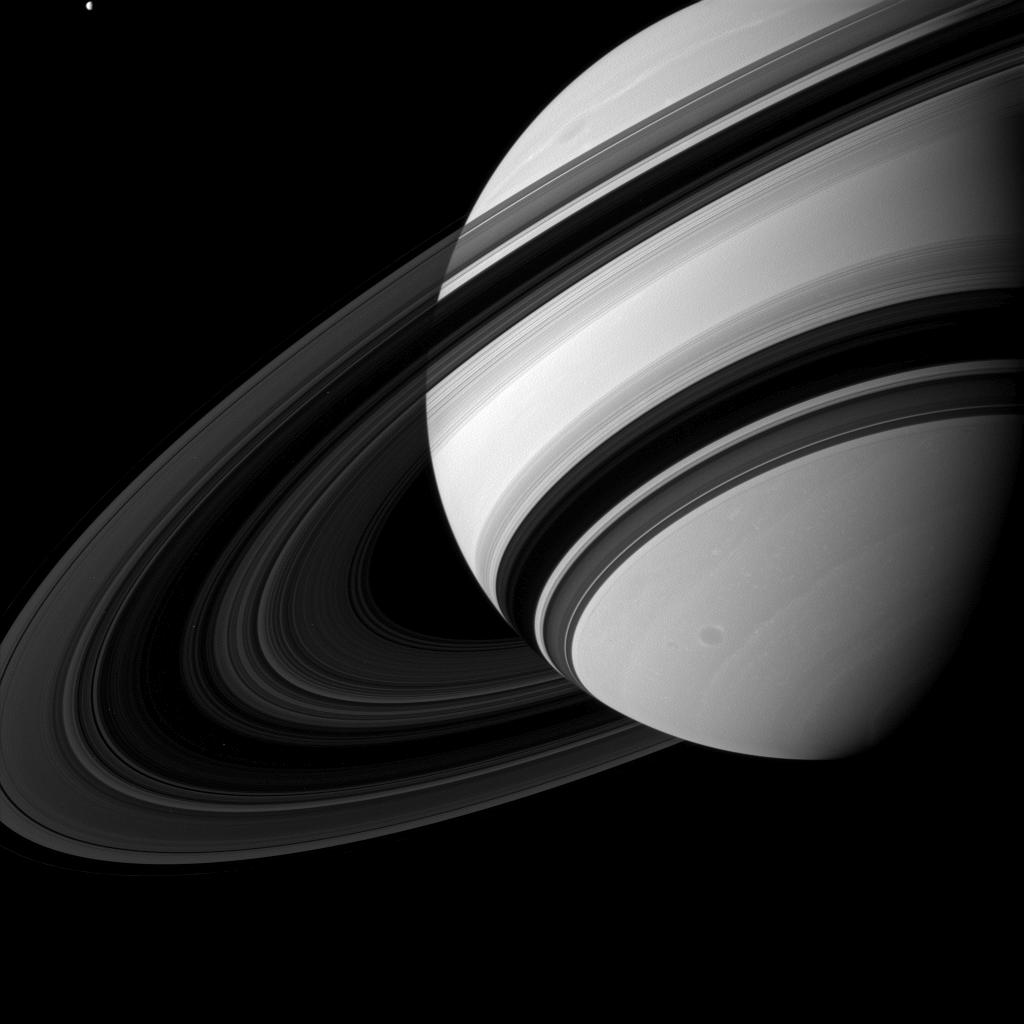
Les anneaux de Saturne vus depuis la face sombre (décembre 2012)

### 2013
- avril : Cassini enregistre les images d'un vaste ouragan situé au pôle nord de Saturne, dont l'œil, de 2 000 kilomètres de diamètre, est vingt fois plus large que celui des ouragans terrestres, avec des vents supérieurs à 530 km/h. Il se peut qu'il soit là depuis plusieurs années[47].

### 2014
- 5 mars : 100e survol de Titan[48].
- 27 juillet : 101 geysers en éruption ont été identifiés à la surface d’Encelade en exploitant les données recueillies lors des différents survols de la lune[49].

### 2015
- 27 janvier : les chercheurs après avoir analysé les données fournies par les instruments de Cassini ont observé que Titan se comportait comme Vénus, Mars et les comètes dans leur interaction avec le vent solaire[50].
- 30 mars : dernier survol de Hyperion[51].
- 16 août : dernier survol de Dioné. La sonde spatiale réalise deux photos dont la résolution spatiale est la meilleure obtenue jusque-là[52].
- 18 décembre : dernier survol d’Encelade à une distance de 4 999 kilomètres[53].

### 2016
- 23 mars : la montagne la plus élevée de Titan a été sans doute identifiée à l'aide des données fournies par le radar de Cassini. Elle s'élève à 3 337 mètres et se situe dans la chaine des Mithrim Montes proche de l'équateur. Pratiquement tous les sommets élevés de Titan sont situés non loin de l'équateur et atteignent des hauteurs similaires. Comme sur Terre, ces montagnes résultent de forces internes et sont érodées progressivement quoique à une vitesse beaucoup plus faible que sur Terre car l'énergie fournie par le Soleil, à l'origine du processus d'érosion, est beaucoup plus réduite au niveau de Saturne. La hauteur des sommets les plus élevés démontre que des forces tectoniques sont à l’œuvre, liées peut-être à la rotation de la lune ou aux forces de marée de Saturne ou au refroidissement progressif de la surface[54].
- 29 mars : après avoir circulé durant deux ans sur une orbite fortement inclinée et donc sans survol possible des lunes de Saturne, la sonde Cassini se replace sur une orbite équatoriale qui va lui permettre de reprendre leurs survols[55].
- 13 avril : le détecteur de poussière cosmique CDA a détecté 36 grains de poussière interstellaire identifiés par leur vitesse (20 km/s) et la direction de leur déplacement. Contrairement aux composants interstellaires détectés dans certaines météorites dont la composition est très variable, les grains recueillis semblent avoir été produits par le même processus répétitif[56].
- 25 avril : dès les premiers survols de Titan, les instruments de Cassini ont permis de découvrir que la surface de la lune était recouverte sur 1,6 million de km² (2% de sa surface) par des lacs et des mers. Il y a trois mers toutes situées près du pôle nord et de nombreux petits lacs dans l'hémisphère nord. Dans l'hémisphère sud, un seul grand lac a été découvert. La composition exacte de ces lacs n'a été connue qu'en 2014 lorsqu'une étude de Ligeia Mare, la deuxième mer de Titan par sa surface, a démontré qu'elle était riche en méthane. Une deuxième étude effectuée à l'aide des données collectées par le radar de Cassini entre 2007 et 2015, a démontré que le lac était composé de méthane pratiquement pur. L'absence d'éthane, qui est produit naturellement lorsque le rayonnement du Soleil brise les molécules de méthane a surpris. Les données recueillies ont permis également de déterminer que la mer atteignait une profondeur de 150 mètres, que le fond marin était formé par une couche de composés organiques et que les berges étaient imprégnées d’hydrocarbures[57].
- 5 mai : les observations effectuées jusque-là indiquaient qu'Encelade éjectait 3 fois plus de matière lorsque la lune était au point de son orbite elliptique le plus éloigné de Saturne. Des observations effectuées le 11 mars durant l'occultation par la lune de l'étoile Epsilon Orionis (étoile centrale de la constellation d'Orion) à l'aide du spectromètre imageur ultraviolet UVIS ont démontré que l'augmentation de la quantité de vapeur d'eau expulsée n'était que de 20%. Pour tenter de trouver une explication, les scientifiques ont observé de plus près l'activité d'un geyser baptisé Baghdad I et constaté qu'alors que la quantité de vapeur d'eau expulsée par la lune n'augmentait pas de manière significative, ce geyser en particulier en expulsait 4 fois plus. Alors que l'hypothèse envisagée était que la quantité de vapeur d'eau globale expulsée globalement était fortement affectée par les forces de marée, il s'est avéré que seuls les geysers étaient concernés, fournissant un indice sur le processus à l’œuvre sous la surface d'Encelade[58].
- 29 novembre : la sonde spatiale entame la première des 22 orbites dont la trajectoire longe l'extérieur de l'anneau F (le plus externe des anneaux principaux de Saturne)[59].

### 2017

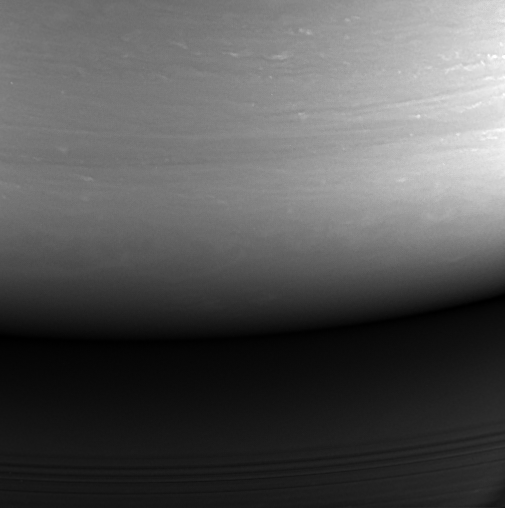
Dernière image prise par la sonde spatiale, le 14 septembre 2017 à.

- 23 avril : apogée de la première orbite "proximale" faisant passer la sonde spatiale entre le sommet de l'atmosphère de Saturne et l'anneau interne. La sonde spatiale va effectuer 22 orbites de ce type avant de plonger dans l'atmosphère[60].
- 24 avril : solstice d'été dans l'hémisphère nord. Les solstices reviennent toutes les 15 années terrestres sur Saturne. La sonde spatiale arrivée peu après le solstice d'hiver de l'hémisphère nord a pu observer tous les changements se produisant dans l'atmosphère de la planète liés aux changements de saison[61].
- 26 avril 9h : Cassini se faufile pour la première fois entre l'anneau interne et la couche supérieure de l'atmosphère de Saturne en utilisant l'antenne parabolique comme bouclier contre d'éventuels impacts avec des particules[60]. À la grande surprise des scientifiques, très peu de particules sont détectées durant la traversée du plan équatorial de la planète[62].

| Jour/Heure (UTC)     | Description |
| -------------------- | --- |
| 5 septembre          | Apogée dernière orbite complète. |
| 12 septembre         | Apogée dernière orbite. |
| 15 septembre 7 h 45  | Trois heures avant la fin de mission, la sonde spatiale commence à transmettre en temps réel les données collectées par les caméras CIRS, UVIS ainsi que les instruments de mesure in situ du plasma et du champ magnétique (d'habitude ces données sont transmises après le passage au plus près de Saturne). |
| 15 septembre 10 h 44 | Cassini pénètre dans l'atmosphère de Saturne. Les ergols restants permettent de maintenir durant environ 1 minute l'orientation de la sonde spatiale malgré les forces croissantes exercées par la trainée de l'atmosphère.                                                                                    |
| 15 septembre 10 h 45 | La sonde spatiale ne parvient plus à compenser la trainée et part en toupie. L'antenne parabolique n'est plus pointée vers la Terre et les communications avec celle-ci sont rompues. |
| 15 septembre 10h 4x  | Dans les minutes qui suivent la perte du signal, la sonde spatiale est progressivement détruite par les forces mécaniques et la chaleur produite par sa vitesse dans une atmosphère de plus en plus dense. |

## Survols des lunes par la sonde spatiale Cassini
| Date         | Heure (UTC) | Satellite                       | Distance (km)                              |
| ------------ | ----------- | ------------------------------- | ------------------------------------------ |
| 2004         |             |                                 |                                            |
| 11 juin      | 19:33       | Phœbé                           | Distance de 1 997 km                       |
| 26 octobre   | 15:30       | Titan                           | Distance de 1 200 km                       |
| 13 décembre  | 11:38       | Titan                           | Distance de 1 200 km                       |
| 25 décembre  | 02:00       | Largage de Huygens              |                                            |
| 2005         |             |                                 |                                            |
| 1er janvier  | 02:28       | Japet                           | Distance de 65 000 km                      |
| 4 janvier    | 11:12       | Titan                           | Distance de 60 000 km                      |
| 15 février   | 06:58       | Titan                           | Distance de 1 577 km                       |
| 17 février   | 03:30       | Encelade                        | Distance de 1 176 km                       |
| 9 mars       | 09:08       | Encelade                        | Distance de 500 km                         |
| 31 mars      | 20:05       | Titan                           | Distance de 2 402 km                       |
| 16 avril     | 19:12       | Titan                           | Distance de 1 025 km                       |
| 14 juillet   | 19:58       | Encelade                        | Distance de 175 km                         |
| 2 août       | 04:01       | Mimas                           | Distance de 48 842 km                      |
| 22 août      | 08:53       | Titan                           | Distance de 3 758 km                       |
| 7 septembre  | 08:01       | Titan                           | Distance de 1 025 km                       |
| 24 septembre | 01:36       | Téthys                          | Distance de 1 500 km                       |
| 26 septembre | 01:46       | Hypérion                        | Distance de 500 km                         |
| 11 octobre   | 17:59       | Dioné                           | Distance de 500 km                         |
| 28 octobre   | 04:04       | Titan                           | Distance de 1 451 km                       |
| 26 novembre  | 22:37       | Rhéa                            | Distance de 500 km                         |
| 26 décembre  | 18:59       | Titan                           | Distance de 10 409 km                      |
| 2006         |             |                                 |                                            |
| 15 janvier   | 11:41       | Titan                           | Distance de 2 043 km                       |
| 27 février   | 08:25       | Titan                           | Distance de 1 813 km                       |
| 19 mars      | 00:06       | Titan                           | Distance de 1 951 km                       |
| 30 avril     | 20:58       | Titan                           | Distance de 1 855 km                       |
| 20 mai       | 12:18       | Titan                           | Distance de 1 879 km                       |
| 2 juillet    | 09:21       | Titan                           | Distance de 1 906 km                       |
| 22 juillet   | 00:25       | Titan                           | Distance de 950 km                         |
| 7 septembre  | 20:13       | Titan                           | Distance de 950 km                         |
| 23 septembre | 18:54       | Titan                           | Distance de 950 km                         |
| 9 octobre    | 17:25       | Titan                           | Distance de 950 km                         |
| 25 octobre   | 15:53       | Titan                           | Distance de 950 km                         |
| 12 décembre  | 11:37       | Titan                           | Distance de 950 km                         |
| 28 décembre  | 10:02       | Titan                           | Distance de 1 500 km                       |
| 2007         |             |                                 |                                            |
| 13 janvier   | 08:36       | Titan                           | Distance de 950 km                         |
| 29 janvier   | 07:13       | Titan                           | Distance de 2 726 km                       |
| 22 février   | 03:10       | Titan                           | Distance de 950 km                         |
| 10 mars      | 01:47       | Titan                           | Distance de 950 km                         |
| 26 mars      | 00:21       | Titan                           | Distance de 950 km                         |
| 10 avril     | 22:57       | Titan                           | Distance de 950 km                         |
| 26 avril     | 21:31       | Titan                           | Distance de 950 km                         |
| 12 mai       | 20:08       | Titan                           | Distance de 950 km                         |
| 28 mai       | 18:51       | Titan                           | Distance de 2 426 km                       |
| 13 juin      | 17:46       | Titan                           | Distance de 950 km                         |
| 27 juin      | 19:51       | Téthys                          | Distance de 15 859 km                      |
| 29 juin      | 17:02       | Titan                           | Distance de 1 944 km                       |
| 19 juillet   | 00:37       | Titan                           | Distance de 1 300 km                       |
| 30 août      | 01:28       | Rhéa                            | Distance de 5 116 km                       |
| 31 août      | 06:35       | Titan                           | Distance de 3 212 km                       |
| 10 septembre | 12:34       | Japet                           | Distance de 1 227 km                       |
| 2 octobre    | 04:54       | Titan                           | Distance de 950 km                         |
| 19 novembre  | 00:58       | Titan                           | Distance de 950 km                         |
| 5 décembre   | 00:06       | Titan                           | Distance de 1 300 km                       |
| 20 décembre  | 22:53       | Titan                           | Distance de 950 km                         |
| 2008         |             |                                 |                                            |
| 5 janvier    | 21:25       | Titan                           | Distance de 950 km                         |
| 22 février   | 17:39       | Titan                           | Distance de 950 km                         |
| 12 mars      | 19:07       | Encelade                        | Distance de 1 000 km                       |
| 25 mars      | 14:35       | Titan                           | Distance de 950 km                         |
| 12 mai       | 10:10       | Titan                           | Distance de 950 km                         |
| 28 mai       | 08:33       | Titan                           | Distance de 1 348 km                       |
| 31 juillet   | 02:13       | Titan                           | Distance de 1 613 km                       |
| 11 août      |             | Encelade                        | Distance de 50 km                          |
| 9 octobre    |             | Encelade                        | Distance de 25 km                          |
| 31 octobre   |             | Encelade                        | Distance de 197 km                         |
| 3 novembre   |             | Titan                           | Distance de 1 100 km                       |
| 19 novembre  |             | Titan                           | Distance de 1 023 km                       |
| 5 décembre   |             | Titan                           | Distance de 960 km                         |
| 21 décembre  |             | Titan                           | Distance de 970 km                         |
| 2009         |             |                                 |                                            |
| 7 février    |             | Titan                           | Distance de 960 km                         |
| 26 mars      |             | Titan                           | Distance de 960 km                         |
| 3 avril      |             | Titan                           | Distance de 4 150 km                       |
| 19 avril     |             | Titan                           | Distance de 3 600 km                       |
| 5 mai        |             | 54e survol de Titan             | Distance de 3 244 km                       |
| 21 mai       |             | Titan                           | Distance de 965 km                         |
| 6 juin       |             | Titan                           | Distance de 965 km                         |
| 22 juin      |             | Titan                           | Distance de 955 km                         |
| 8 juillet    |             | Titan                           | Distance de 965 km                         |
| 24 juillet   |             | Titan                           | Distance de 955 km                         |
| 9 août       |             | Titan                           | Distance de 970 km                         |
| 25 août      |             | Titan                           | Distance de 970 km                         |
| 12 octobre   |             | Titan                           | Distance de 1 300 km                       |
| 2 novembre   |             | Encelade                        | Distance de 103 km                         |
| 21 novembre  |             | Encelade                        | Distance de 1 607 km                       |
| 12 décembre  |             | 64e survol de Titan             | Distance de 4 850 km                       |
| 28 décembre  |             | 64e survol de Titan             | Distance de 955 km                         |
| 2010         |             |                                 |                                            |
| 13 février   |             | survol de Mimas                 | Distance de 9 520 km                       |
| 2 mars       |             | 2e survol de Rhéa               | Distance de 100 km                         |
| 3 mars       |             | survol de Hélène                | Distance de 1 803 km                       |
| 7 avril      |             | 2e survol de Dioné              | Distance de 504 km                         |
| 28 avril     |             | 9e survol de Encelade           | Distance de 103 km                         |
| 18 mai       |             | 10e survol de Encelade          | Distance de 201 km                         |
| 21 juin      |             | 70e survol de Titan             | Distance de 955 km                         |
| 13 août      |             | 11e survol de Encelade          | Distance de 2 554 km                       |
| 16 octobre   |             | survol de Pallène               | Distance de 36 000 km                      |
| 30 novembre  |             | 12e survol de Encelade          | Distance de 48 km                          |
| 21 décembre  |             | 13e survol de Encelade          | Distance de 50 km                          |
| 2011         |             |                                 |                                            |
| 11 janvier   |             | survol de Rhéa                  | Distance de 76 km.                         |
| 25 août      |             | survol de Hypérion              | Distance de 58 000 km.                     |
| 16 septembre |             | survol de Hypérion              | Distance de 58 000 km.                     |
| 1er octobre  |             | survol de Encelade              | Distance de 99 km.                         |
| 19 octobre   |             | survol de Encelade              | Distance de 1 231 km.                      |
| 6 novembre   |             | survol de Encelade              | Distance de 496 km.                        |
| 12 décembre  |             | survol de Dioné                 | Distance de 99 km.                         |
| 2012         |             |                                 |                                            |
| 9 mars       |             | 17e survol de Encelade          | Distance de 9 000 km                       |
| 14 avril     |             | survol de Téthys                | Distance de 9 000 km                       |
| 2 mai        |             | 19e survol de Encelade          | Distance de 74 km                          |
| 2 mai        |             | 4e survol de Dioné              | Distance de 8 000 km                       |
| 20 mai       |             | survol de Méthone               | Distance de 2 000 km                       |
| 22 mai       |             | survol de Télesto               | Distance de 11 000 km                      |
| 29 novembre  |             | survol de Rhéa                  | Distance de 23 000 km                      |
| 2013         |             |                                 |                                            |
| 9 mars       |             | 5e survol de Rhéa               | Distance de 997 km                         |
| 12 avril     |             | survol de Pollux                | Distance de 115 000 km                     |
| 23 mai       |             | 91e survol de Titan             | Distance de 970 km                         |
| 10 juillet   |             | 92e survol de Titan             | Distance de 964 km                         |
| 2014         |             |                                 |                                            |
| 7 avril      |             | 101e survol de Titan            | Distance de 963 km                         |
| 21 août      |             | 102e survol de Titan            | Distance de 964 km                         |
| 10 décembre  |             | 102e survol de Titan            | Distance de 980 km                         |
| 2015         |             |                                 |                                            |
| 11 janvier   |             | 109e survol de Titan            | Distance de 970 km                         |
| 10 février   |             | 110e survol de Rhéa             | Distance de 46 900 km                      |
| 31 mai       |             | survol de Hypérion              | Distance de 33 400 km                      |
| 16 juin      |             | survol de Dioné                 | Distance de 516 km                         |
| 5 juillet    |             | survol de Télesto               | Distance de 14 200 km                      |
| 27 juillet   |             | survol de Dioné                 | Distance de 60 500 km                      |
| 17 août      |             | survol de Dioné                 | Distance de 479 km (et Téthys 41 900 km)   |
| 18 août      |             | survol de Encelade              | Distance de 53 200 km                      |
| 8 septembre  |             | survol de Dioné                 | Distance de 41 900 km                      |
| 30 septembre |             | survol de Dioné                 | Distance de 40 800 km (et Mimas 64 800 km) |
| 1er octobre  |             | survol de Rhéa                  | Distance de 57 900 km                      |
| 14 octobre   |             | survol de Encelade              | Distance de 1 845 km                       |
| 28 octobre   |             | survol de Encelade              | Distance de 49 km                          |
| 11 novembre  |             | survol de Téthys                | Distance de 8 380 km                       |
| 23 novembre  |             | survol de Téthys                | Distance de 17 400 km                      |
| 19 décembre  |             | survol de Encelade              | Distance de 5 000 km                       |
| 31 décembre  |             | survol de Rhéa                  | Distance de 24 600 km                      |
| 2016         |             |                                 |                                            |
| 4 avril      |             | 116e survol de Titan            | Distance de 990 km                         |
| 6 mai        |             | 116e survol de Titan            | Distance de 971 km                         |
| 7 juin       |             | 116e survol de Titan            | Distance de 975 km                         |
| 25 juillet   |             | 116e survol de Titan            | Distance de 976 km                         |
| 2017         |             |                                 |                                            |
| 22 avril     |             | 127e et dernier survol de Titan | Distance de 979 km                         |

### Sources
- (en) Paolo Ulivi et David M. Harland, Robotic Exploration of the Solar System Part 3 Wows and Woes 1997-2003, Springer Praxis, 2012, 529 p. (ISBN 978-0-387-09627-8, lire en ligne)Description détaillée des missions (contexte, objectifs, description technique, déroulement, résultats) des sondes spatiales lancées entre 1997 et 2003.